# Smoky Hill River
The Smoky Hill River (Pawnee: Aahkáwirarahkata ) er med 901 km den længste tilløbsflod til Kansas River, som den munder ud i ved sammenløbet med Republican River ved byen Junction City, 319 moh. Herfra fortsætter den mod Missouri og Mississippifloden . Sammen med tilløbsfloden Saline udgør Smoky Hill River et afvandingsområde på 31.673 km², hvoraf selve Smoky Hill River afvander 22.818 km² af dette.